# Scapulaire de saint Benoît

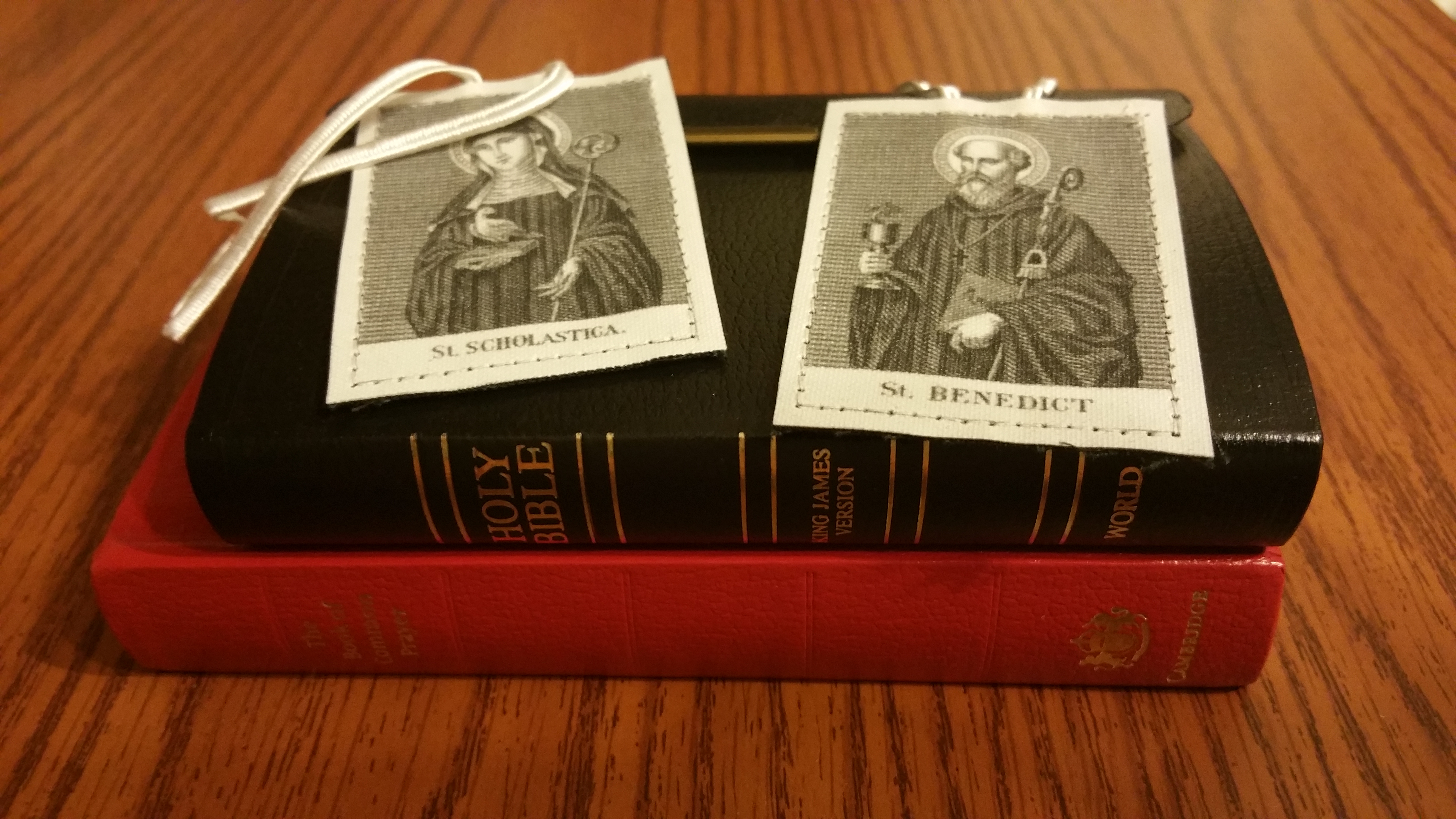
Scapulaire de Saint Benoît

Le scapulaire de saint Benoît est un scapulaire catholique associé aux bénédictins.

## Description
Le scapulaire est fait de morceaux de laine noire réunis par des cordons de n'importe quelle couleur, les images ne sont pas nécessaires mais on trouve souvent l'image de saint Benoît d'un côté et l'image de la médaille de saint Benoît ou de sainte Scolastique de l'autre côté.

## Origine
Le scapulaire de saint Benoît est le signe des membres de la confrérie de saint Benoît érigée par des bénédictins anglais de la congrégation de Subiaco dont le but est de faire participer les fidèles aux biens spirituels de l'ordre bénédictin.

## Approbation
La confrérie est d'abord approuvée pour la congrégation anglaise et américaine par un rescrit du 6 août 1865 de la Congrégation pour l'évangélisation des peuples puis autorisés pour tous les monastères de Subiaco par la congrégation des indulgences le 16 décembre 1882 et par la congrégation pour l'évangélisation des peuples le 4 février 1883 avec accord d'indulgences pour la confrérie, le port seul du scapulaire est autorisé mais ne concède pas d'indulgence